# Sanjuansaurus
Sanjuansaurus gordilloi
Genre
Espèce
Sanjuansaurus est un genre éteint de dinosaures saurischiens de la famille des herrérasauridés découvert dans la formation d'Ischigualasto, dans le nord-ouest de l'Argentine. Cette formation géologique date du Trias supérieur vraisemblablement du Carnien, soit il y a environ 230 millions d'années, faisant de Sanjuansaurus l'un des plus anciens dinosaures connus.
Une seule espèce est rattachée au genre, Sanjuansaurus gordilloii, décrite par Oscar Alfredo Alcober (d) et Ricardo Néstor Martínez (d) en 2010.

## Découverte

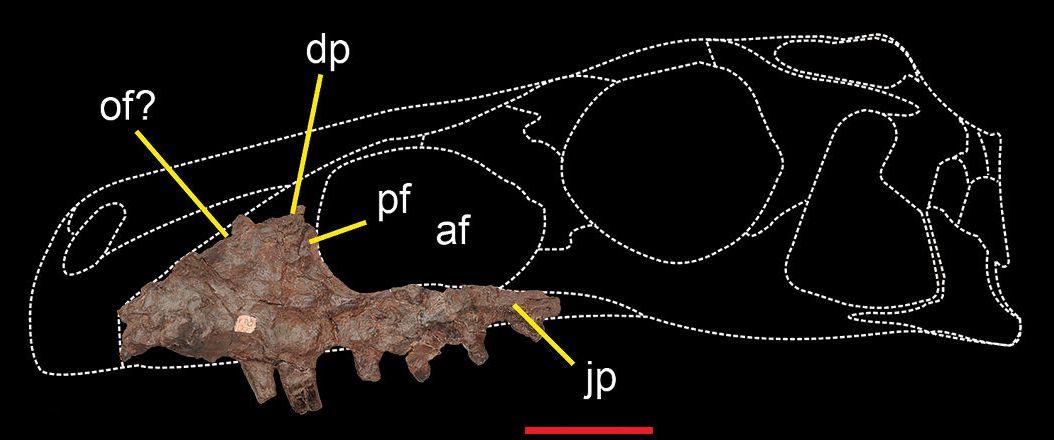
Maxillaire du spécimen PVSJ 605.

Le genre Sanjuansaurus a été nommé et décrit en 2010 par Oscar Alcober et Ricardo Martínez. L'espèce type a été nommée Sanjuansaurus gordilloi en l'honneur de Raul Gordillo, préparateur de fossiles et artiste au musée de sciences naturelles de San Juan en Argentine. Sanjuansaurus gordilloi est reconnue à partir d'un squelette partiel en partie articulé. L'holotype (PVSJ 605) consiste en un fragment de la mâchoire, la majeure partie de la colonne vertébrale, de l'axis à la partie antérieure de la queue, les omoplates, une ulna (cubitus), une partie du bassin, la plupart des os longs des jambes, et quelques autres os.
Ces restes fossiles ont été découverts en 1994 dans du grès gris-vert du membre Cancha de Bocas de la formation d'Ischigualasto, dans le parc provincial argentin d'Ischigualasto. 

## Datation
Le fossile de Sanjuansaurus a été découvert environ 40 mètres au dessus de la base de la formation d'Ischigualasto. Un niveau de cendres volcaniques situé 20 mètres sous cette découverte a pu être daté par datation absolue à l'argon de 231,4 millions d'années. Sanjuansaurus est donc un peu plus récent que cette datation,. Cette formation géologique a également livré des restes d'Herrerasaurus, un autre dinosaure primitif.

## Description

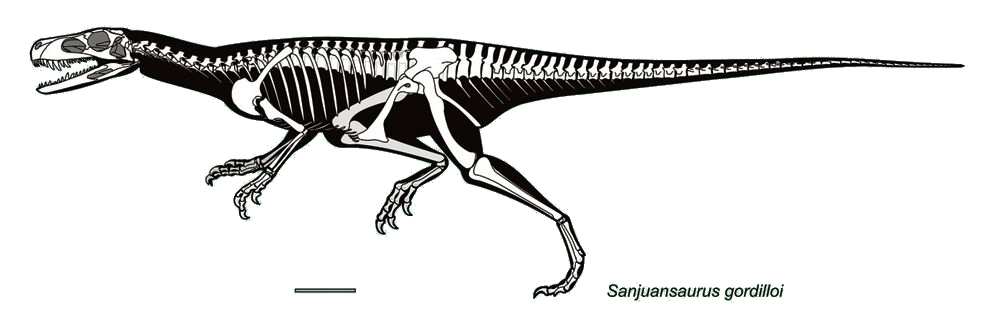
Reconstitution du squelette de Sanjuansaurus gordilloi.

Sanjuansaurus avait une taille moyenne, comparable à celle d'Herrerasaurus, avec un fémur de 395 mm de long et un tibia de 260 mm. Sanjuansaurus et Herrerasaurus partagent de nombreuses similitudes dans la morphologie du crâne, des vertèbres cervicales, les vertèbres dorsales et des hanches, de l'omoplate, et les os de la hanche.

## Classification
Alcober et Martínez ont effectué une analyse phylogénétique et trouvé que Sanjuansaurus appartenait à la famille des herrérasauridés. Ces paléontologues ont observé que Sanjuansaurus et Staurikosaurus, un autre genre de la même famille, partagent de nombreuses similitudes dans la morphologie des os de la hanche et le tibia. Le pubis de Sanjuansaurus, contrairement à d'autres herrérasauridés, pointe vers le crâne.
Dans l'analyse phylogénétique menée par Alcober et Martínez, Sanjuansaurus, Herrerasaurus et Staurikosaurus sont placés en polytomie, et la famille des Herrerasauridae est considérée comme le groupe le plus primitif des saurischiens, en dehors des Eusaurischia et des genres Eoraptor et Guaibasaurus, deux autres dinosaures primitifs.
Une autre analyse phylogénétique publiée en 2014 par Bittencourt et ses collègues place les Herrerasauridae en polytomie avec les théropodes et les sauropodomorphes, menant au cladogramme suivant où Sanjuansaurus est en groupe frère avec le genre Herrerasaurus :
|  | †Staurikosaurus                                                   |
|  |                                                                   |
|  | \| \| †Herrerasaurus \| \| \| \| \| \| †Sanjuansaurus \| \| \| \| |
|  |                                                                   |
|  | †Herrerasaurus                                                    |
|  |                                                                   |
|  | †Sanjuansaurus                                                    |
|  |                                                                   |

|  | †Herrerasaurus |
|  |                |
|  | †Sanjuansaurus |
|  |                |

|  | †Eodromaeus  |
|  |              |
|  | †Tawa        |
|  |              |
|  | Neotheropoda |
|  |              |

|  | †Staurikosaurus                                                   |
|  |                                                                   |
|  | \| \| †Herrerasaurus \| \| \| \| \| \| †Sanjuansaurus \| \| \| \| |
|  |                                                                   |
|  | †Herrerasaurus                                                    |
|  |                                                                   |
|  | †Sanjuansaurus                                                    |
|  |                                                                   |

|  | †Herrerasaurus |
|  |                |
|  | †Sanjuansaurus |
|  |                |

|  | †Eodromaeus  |
|  |              |
|  | †Tawa        |
|  |              |
|  | Neotheropoda |
|  |              |

|  | †Staurikosaurus                                                   |
|  |                                                                   |
|  | \| \| †Herrerasaurus \| \| \| \| \| \| †Sanjuansaurus \| \| \| \| |
|  |                                                                   |
|  | †Herrerasaurus                                                    |
|  |                                                                   |
|  | †Sanjuansaurus                                                    |
|  |                                                                   |

|  | †Herrerasaurus |
|  |                |
|  | †Sanjuansaurus |
|  |                |

|  | †Eodromaeus  |
|  |              |
|  | †Tawa        |
|  |              |
|  | Neotheropoda |
|  |              |

|  | †Staurikosaurus                                                   |
|  |                                                                   |
|  | \| \| †Herrerasaurus \| \| \| \| \| \| †Sanjuansaurus \| \| \| \| |
|  |                                                                   |
|  | †Herrerasaurus                                                    |
|  |                                                                   |
|  | †Sanjuansaurus                                                    |
|  |                                                                   |

|  | †Herrerasaurus |
|  |                |
|  | †Sanjuansaurus |
|  |                |

|  | †Eodromaeus  |
|  |              |
|  | †Tawa        |
|  |              |
|  | Neotheropoda |
|  |              |

## Paléoécologie

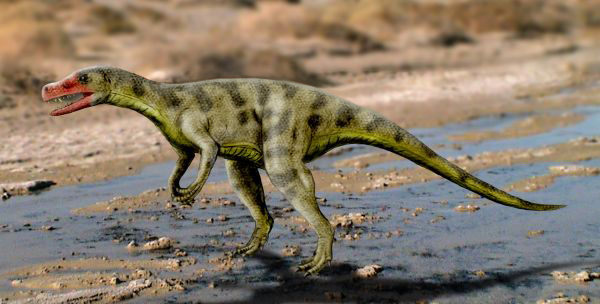
Reconstitution de Sanjuansaurus dans son milieu naturel.

Des études suggèrent que le paléoenvironnement de la formation d'Ischigualasto était une plaine inondable volcanique, celle-ci étant située dans un bassin d’extension développé sur la marge sud-ouest de la Pangée, au début du Mésozoïque.
La végétation était composée de fougères (Cladophlebis), de prêles, et de conifères géants (Protojuniperoxylon). Ces plantes formaient des forêts d'altitude le long des berges des rivières.

## Publication originale
- (en) Oscar A. Alcober et Ricardo N. Martinez, « A new herrerasaurid (Dinosauria, Saurischia) from the Upper Triassic Ischigualasto Formation of northwestern Argentina », ZooKeys, Sofia, Pensoft Publishers (d), vol. 63, no 63,‎ 19 octobre 2010, p. 55-81 (ISSN 1313-2989 et 1313-2970, OCLC 248547717, PMID 21594020, PMCID 3088398, DOI 10.3897/ZOOKEYS.63.550, lire en ligne).